# Tercera División de España 2009-10
La temporada 2009-10 de Tercera División de España de fútbol comenzó el 29 de agosto de 2009 y finalizó el 20 de junio de 2010 con promoción de ascenso a Segunda División B. 

## Promoción de ascenso

### Equipos clasificados
Los equipos clasificados para la Promoción de ascenso a Segunda División B de la temporada 2010 se exponen en la siguiente tabla: 
Se indican en negrita los equipos que consiguieron el ascenso.
| Grupo I                       | Grupo II                      | Grupo III         | Grupo IV              | Grupo V               |
| ----------------------------- | ----------------------------- | ----------------- | --------------------- | --------------------- |
| 1º R.C. Deportivo La Coruña B | 1º Caudal Deportivo           | 1º S.D. Noja      | 1º Real Sociedad F. B | 1º C.E. L'Hospitalet  |
| 2º C.C.D. Cerceda             | 2º C. Marino de Luanco        | 2º U.M. Escobedo  | 2º Club Portugalete   | 2º C.F. Reus Deportiu |
| 3º C.D. Ourense               | 3º A.D. Universidad de Oviedo | 3º C. D. Tropezón | 3º S.D. Amorebieta    | 3º F.C. Santboià      |
| 4º Coruxo F.C.                | 4º C.D. Llanes                | 4º C.D. Bezana    | 4º C.D. Elgoibar      | 4º A.E. Prat          |

| Grupo VI             | Grupo VII                        | Grupo VIII                | Grupo IX                | Grupo X            |
| -------------------- | -------------------------------- | ------------------------- | ----------------------- | ------------------ |
| 1º C.F. Gandía       | 1º Rayo Vallecano M. B           | 1º Burgos C.F.            | 1º Atlético Mancha Real | 1º C.D. Alcalá     |
| 2º U.D. Alzira       | 2º A.D. Parla                    | 2º Real Valladolid C.F. B | 2º Motril C.F.          | 2º C.D. Mairena    |
| 3º Novelda C.F.      | 3º Getafe C.F. B                 | 3º Arandina C.F.          | 3º Ctro. Dep. El Palo   | 3º Ayamonte C.F.   |
| 4º Villarreal C.F. C | 4º C.F. Trival Valderas Alcorcón | 4º Real Ávila C.F.        | 4º U.D. Almería B       | 4º U.D. Marinaleda |

| Grupo XI                  | Grupo XII                       | Grupo XIII              | Grupo XIV           | Grupo XV           |
| ------------------------- | ------------------------------- | ----------------------- | ------------------- | ------------------ |
| 1º C.D. Atlético Baleares | 1º C.D. Corralejo               | 1º Jumilla C.F.         | 1º C.D. Badajoz     | 1º C.D. Tudelano   |
| 2º S.C.R. Peña Deportiva  | 2º U. D. Las Palmas Atlético    | 2º Yeclano Deportivo    | 2º Jerez C.F.       | 2º Peña Sport F.C. |
| 3º C.D. Constancia        | 3º U.D. Pájara-Playas de Jandía | 3º Lorca Deportiva C.F. | 3º Extremadura U.D. | 3º C.A. Cirbonero  |
| 4º C.D. Ferriolense       | 4º C.D. Marino                  | 4º Costa Cálida C.F.    | 4º Arroyo C.P.      | 4º C.D. Iruña      |

| Grupo XVI            | Grupo XVII         | Grupo XVIII      |
| -------------------- | ------------------ | ---------------- |
| 1º S.D. Oyonesa      | 1º C.D. Teruel     | 1º La Roda C.F.  |
| 2º C.D. Alfaro       | 2º C.D. La Muela   | 2º C.D. Illescas |
| 3º C. Haro Deportivo | 3º Real Zaragoza B | 3º C.D. Azuqueca |
| 4º C.D. Anguiano     | 4º S. D. Ejea      | 4º Talavera C.F. |

|  | Clasificado para la ruta de campeones de grupo de la promoción de ascenso    |
|  | Clasificado para la ruta de no campeones de grupo de la promoción de ascenso |

### Equipos ascendidos
Los siguientes equipos obtuvieron el ascenso a Segunda División B:
| Grupo I - R.C. Deportivo de La Coruña B - Coruxo F.C. Grupo II - Caudal Deportivo Grupo III - No ascendió ningún equipo de este grupo Grupo IV - Real Sociedad F. B Grupo V - C.E. L'Hospitalet - F.C. Santboià Grupo VI - C.F. Gandía - U.D. Alzira | Grupo VII - Rayo Vallecano M. B - Getafe C.F. B Grupo VIII - No ascendió ningún equipo de este grupo Grupo IX - No ascendió ningún equipo de este grupo Grupo X - C.D. Alcalá Grupo XI - C.D. Atlético Baleares Grupo XII - No ascendió ningún equipo de este grupo | Grupo XIII - Yeclano Deportivo Grupo XIV - C.D. Badajoz - Extremadura U.D. Grupo XV - Peña Sport F.C. Grupo XVI - No ascendió ningún equipo de este grupo Grupo XVII - C.D. Teruel - C.D. La Muela Grupo XVIII - No ascendió ningún equipo de este grupo |